# Лиона (Канзас)
Лиона (енгл. Leona) град је у америчкој савезној држави Канзас.

## Демографија
По попису из 2010. године број становника је 48, што је 40 (-45,5%) становника мање него 2000. године.
| Група             | 2000.      | 2010.      |
| Белци             | 82 (93,2%) | 45 (93,8%) |
| Афроамериканци    | 0 (0,0%)   | 0 (0,0%)   |
| Азијати           | 0 (0,0%)   | 0 (0,0%)   |
| Хиспаноамериканци | 1 (1,1%)   | 0 (0,0%)   |
| Укупно            | 88         | 48         |